# 迭戈·马丁内斯·巴里奥
迭戈·马丁内斯·巴里奥（西班牙語：Diego Martínez Barrio，1883年11月25日—1962年1月1日），是西班牙第二共和国时期的政治家、共和联盟的创始人。巴里奥曾在1933年和1936年临时代理总理，西班牙内战结束后他作为共和派人士被通缉先后流亡到法国、墨西哥。其后他于1945年至1962年担任流亡政府总统，任内在巴黎逝世。